# 표준궤
표준궤(標準軌, 영어: standard gauge, international gauge, UIC gauge, uniform gauge, normal gauge)는 두 레일의 간격인 궤간이 1435 mm (4 ft 8½ in) 인 철도 선로를 말한다. 1830년 표준궤를 도입한 조지 스티븐슨의 이름을 따서 스티븐슨 게이지(영어: Stephenson Gauge)라고도 불린다.
또한 표준궤는 한 국가 내에서, 해당 국가나 기업이 스스로의 규약으로서 정한 궤간을 의미하기도 한다. 이러한 의미에서 일부 국가는 협궤나 광궤가 표준궤로 정해질 수 있다. 상세한 사항은 궤간 항목 등 참조 바란다.

## 역사
표준궤는 철도가 최초로 부설된 영국에서 형성된 궤간이다. 초기의 영국 철도는 다양한 궤간이 존재하고 있었는데, 심지어 스티븐슨이 초기에 개발했던 맨체스터-리버풀간 철도조차 최초엔 1422mm(4피트 8인치)의 것이었다고 한다. 그러나 스티븐슨의 성공은 여러 기술자들이 그 궤간을 답습하게 하는 효과를 초래하여, 결과적으로 영국에서 가장 긴 연장을 가진 궤간으로 자리잡게 하였다.
그러나 표준궤의 설정이 많이 이용된 것만으로 결정된 것은 아니어서, 더 넓은 궤간을 통해 고속, 대형, 중량의 철도를 확보해야 한다는 견해 또한 많았다. 대표적으로 이삼바드 킹덤 브루넬의 2140mm궤간(7피트 1/4인치)이 이러한 광궤의 대표라 할 수 있다. 실제 이 궤간은 그레이트 웨스턴 철도(Great Western Railway ; GWR)에서 사용되었다.
종국적으로 표준 궤간의 결정은 1845년 영국 왕립위원회에 의해서 이루어지게 되는데, 당시 GWR외에 채용례가 적은 2140mm 광궤 대신 그 8배 가까이 노선 연장을 확보한 1435mm 궤간을 채용하는 것으로 결정되었다. 이 결정은 강제적인 것은 아니어서, GWR의 광궤가 즉각 표준궤로 개궤당하거나, 노선 연장을 금지당한 것은 아니다. 그러나 표준궤를 채용하는 철도가 증가함에 따라 1895년에 GWR은 표준궤로 개궤하게 되어 광궤의 시대는 끝나게 되었다.
이 당시의 표준궤 결정은 유럽 및 미주 등 각국에 확산되었다. 그 결과 전 세계의 과반 이상의 철도가 표준궤로 부설되었으며, 이후 국제 철도 연맹(UIC)에 의해 표준 궤간으로 결정되었다.

## 표준궤에 관한 설화
표준궤의 결정 배경에 대해서 사실이 아닌, 다분히 신화에 가까운 이야기가 두 가지 전하고 있다. 이러한 설화는 여러 잡학지식 책을 경유하여 유포되었다.
하나는, 표준 궤간이 조지 스티븐슨의 지팡이에 의해서 결정되었다는 신화이다. 건설 인부들이 두 레일의 간격을 어떻게 해야 할지 묻자, 그는 지팡이를 바닥에 떨어뜨리며 “이것을 기준으로 하라.”라고 했으며, 그것이 1435mm 궤간의 결정 요인이라는 설이다.
또 다른 하나는, 표준 궤간이 로마 제국에서 개선 장군이 타는 전차의 궤간에서 유래하였다는 신화이다. 즉, 이들 마차의 궤간은 말 두 마리가 나란히 설 수 있는 넓이인 1435mm로 규정되어 있으며, 이러한 사항은 로마의 주요 도로 유적에서 확인되는데, 후대에 이 궤간을 보고 답습하여 표준궤가 결정되었다는 설이다.
두 설 모두 실제 타당성은 없다. 다만 표준궤는 당시 흔하게 쓰이던 마차 철도 등지에 쓰이던 1,400~1,500mm 수준의 목제 레일 규격을 답습하여 결정되었는데, 이들 마차 철도의 경우 과거부터 사용되어 오던 마차의 궤간 폭이 그대로 쓰였으며, 이러한 마차 궤간은 로마시대에 자리잡은 것인 만큼 어느 정도 연관성이 있다고 막연히 인정될 뿐이다.

## 사용
현재 전 세계 철도의 70%가 표준 궤간으로 부설되어 있으며, 한국은 물론, 유럽, 북미 등 주요 국가들이 국가적인 기준으로서 사용하고 있다. 아울러 국가의 표준으로 표준궤를 채용하지 않는 일본, 스페인, 대만 등 협궤나 광궤를 이용하는 국가의 경우에도 고속철도선이나 사설철도선 등에 표준궤를 채용하고 있는 경우가 존재한다. 일본에서는 일부 사철 노선 및 지하철 노선과 JR(홋카이도 여객철도, 동일본 여객철도, 도카이 여객철도, 서일본 여객철도, 규슈 여객철도)에서 신칸센에 한해 운용하고 있다.

### 대한민국에서의 표준궤 구간
현재 모든 운영사, 국내 노선의 거의 십중팔구가 표준궤를 적용하고 있다. 이하의 각 항목에 나와 있는 노선 목록 등을 참조.
- 광주교통공사
- 대구교통공사
- 대전교통공사
- 부산교통공사
- 서울교통공사
- 인천교통공사
- 인천국제공항철도
- 한국철도공사
- 소사원시운영
- 서울9호선운영
- 김포골드라인
- 신분당선
- 부산김해경전철
- 용인 경전철

## 같이 보기
- 가공 전차선
- 관절대차
- 궤간
  - 협궤
  - 표준궤
  - 광궤
- 대차
- 보기 대차
- 선로
- 절연구간
- 집전장치
- 제3궤조

- 일본의 궤간 변경에 관한 논쟁